# Incendio de la Flakturm Friedrichshain

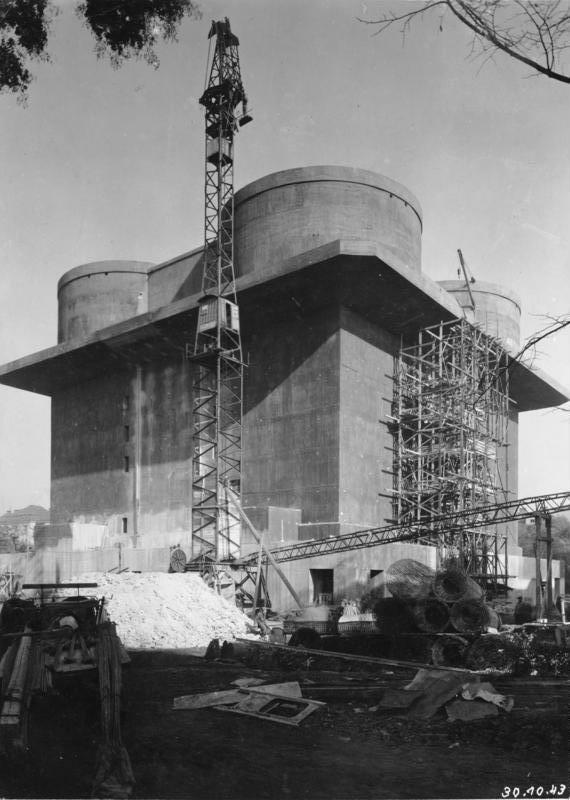
Construcción de una torre Flak alemana, 1942

El Incendio de la Flakturm Friedrichshain es el incendio de una torre de defensa de Berlín en mayo de 1945, ya acabada la Segunda Guerra Mundial en Alemania, que ocasionó la destrucción de una gran cantidad de obras de arte que habían sido almacenadas en su interior como medida de protección. Se considera "el mayor desastre artístico en la historia moderna después de la destrucción del Real Alcázar de Madrid en 1734." Miles de obras de arte (incluyendo pinturas de Caravaggio, Rubens y Goya, por nombrar algunos) fueron destruidas por las llamas.  
Las Torres Flak (literalmente «Torre antiaérea», en alemán Flaktürme) fueron 8 complejos de grandes torres de hormigón armado equipadas con radar y cañones antiaéreos construidos en diversas ciudades alemanas. La Flakturm Friedrichshain o Torre antiaérea de Friedrichshain era la construida en el distrito berlinés de Friedrichshain, al este de la ciudad. Se habían construido otras dos en Berlín: una en el jardín del parque zoológico y otra en Humboldthain. Dada su extraordinaria solidez y seguridad, además de ser refugios antiaéreos, la torre flak (Flakturm) del zoológico y la de Friedrichshain se utilizaron para asegurar objetos, esculturas y pinturas de los museos de Berlín. Pero para sorpresa y consternación de todos, en mayo de 1945 la Flakturm Friedrichshain sufrió un incendio devastador durante días que destruyó casi por completo las valiosísimas obras que contenía.  

## El incendio
El incendio estalló en mayo de 1945, cuando la Flakturm Friedrichshain estaba bajo la custodia del ejército soviético. Las noticias provienen de Christopher Norris, un historiador de arte inglés que formó parte de la Comisión Aliada para los Monumentos y las Artes y que estuvo en Berlín inmediatamente después de la liberación, en un artículo publicado en la edición de diciembre de la gran revista de arte inglesa The Burlington Magazine, más tarde citada por la revista italiana Sele Arte. Las pérdidas, que se refieren principalmente a las colecciones del Museo Kaiser Friedrich, el Museo Schloss, el Museo Deutsches y el Museo für Völkerkunde, consisten en obras de pintura, escultura, bronce, telas antiguas, cerámica, obras de arte decorativo y artesanía. 
El mayor daño correspondió al sector de la pintura: se perdieron unas 417 obras, incluyendo 158 de arte italiano, 89 de arte holandés, 54 de arte flamenco, 67 de arte alemán, así como muchas otras obras maestras de arte español, francés e inglés.  
Ya en 1938 muchas obras de arte de los museos de Berlín habían sido trasladas como protección a la Casa de la Moneda y a los sótanos de los bancos. Pero en 1941, bajo la presión de los acontecimientos de la guerra, y también para tener mayores garantías de conservación y seguridad, una parte de las colecciones artísticas fue transferida a la Flakturm del jardín del parque zoológico y a la de Friedriehshain. Dejando aparte algunas reubicaciones de materiales particularmente delicados, 735 metros cúbicos de cajas que contenían obras de arte permanecieron en Friedriechshain. Durante las incursiones aéreas del invierno de 1943-44, algunos museos sufrieron mucho, y teniendo en cuenta que los daños a las obras de arte se derivan también de entornos inadecuados, a principios de 1944 se comenzaron a transportar obras de arte a las minas de sal de Grasleben y en las minas de potasio de Schönebeck. Al mismo tiempo, en marzo de 1944, se advirtió a los directores de museos que las nuevas bombas aliadas estaban haciendo que las Flakturm fueran vulnerables. La situación de guerra, debido a los desastres militares en el este y a la reconquista aliada de Francia, se estaba volviendo cada vez más crítica y confusa, y como consecuencia muchos intentos de evacuar las Flakturm no tuvieron éxito.  
Así llegó febrero de 1945, con los grandes bombardeos diurnos: todavía quedaban en Berlín demasiadas obras en edificios vulnerables, por lo que se prefirió recurrir a la Flakturm Friedrichshain, adonde se llevaron, del 21 al 24 de febrero, muchas pinturas de gran formato y primera calidad difíciles de transportar. Después de la decisión de defender Berlín hasta el final, los funcionarios de los museos plantearon nuevamente el problema de salvaguardar las obras al ministro nacionalsocialista Rust. A pesar de los bombardeos y el cierre de carreteras por convoyes militares, la evacuación de las obras se pudo iniciar a partir del 8 de marzo, con escasos medios logísticos. El primer convoy salió de Berlín el 11 de marzo, y el décimo y último el 7 de abril. Las obras corrieron continuos peligros (por ejemplo, el convoy que transportaba el Tesoro de los Güelfos fue bombardeado) y sufrieron daños considerables. Pero los acontecimientos se precipitaron.  
El 21 de abril comenzó el bombardeo ruso de una ciudad de Berlín totalmente rodeada. La artillería hizo un daño enorme. Mientras los guardias de la Flakturm del zoológico permanecían en su lugar, los guardias de la Flakturm Friedrichshain fueron retirados o huyeron. El 2 de mayo la ciudad capituló, las torres Flakturm fueron rendidas al ejército soviético e inmediatamente los administradores de los museos intentaron salvaguardar los depósitos. El 3 de mayo se pusieron en contacto con las autoridades rusas para organizar la protección de las Flakturm. El profesor Otto Kümmel, director de los Museos de Berlín, habló con el general Bersarin al respecto, en la sede rusa en Karlshorst. Aún no se habían tomado medidas de protección; los depósitos, sin embargo, fueron verificados y se encontraron intactos. Sin embargo, existía el peligro inmediato de saqueadores y civiles en busca de comida, así como de grupos de soldados en desbandada.  
La evacuación de la Flakturm del zoológico tuvo lugar  entre el 7 de mayo y el 8 de junio. El director del Museo de Prehistoria e Historia Antigua (Museum für Vor- und Frühgeschichte), Wilhelm Unverzagt, que había permanecido con las colecciones en el interior de la Flakturm del zoo, fue obligado a entregar las posesiones del museo, incluyendo el llamado Tesoro de Príamo (procedente de Troya), que se encuentra hoy en el Museo Pushkin de Moscú. Los cuadros de la Nationalgalerie fueron trasladados a un castillo a las afueras de Berlín, donde los más valiosos fueron seleccionados para ser llevados a la URSS y los demás abandonados. Algunos de estos cuadros pronto comenzaron a ser vistos a la venta en Berlín. La razón del comportamiento soviético fue la brutal campaña nazi de destrucción del patrimonio cultural ruso que había tenido lugar previamente, durante la invasión alemana de Rusia entre 1941 y 1944. 
En cuanto a la Flakturm Friedrichshain, al hacer una nueva inspección el 5 de mayo se descubrió que habían entrado en algunas de las habitaciones de almacenamiento. Al día siguiente, 6 de mayo, se descubrió que una planta del edificio había sido incendiada y todavía continuaba ardiendo. El humo y el calor impidió el acceso a otras zonas. El 7 de mayo la instalación fue visitada por Otto Kümmel y oficiales rusos, comprobando que la torre no tenía guardias y estaba abierta a los saqueadores, que habían estado actuando. La oscuridad interior hacía imposible evaluar los daños. A pesar de la petición de Otto Kümmel de que se apostara una guardia efectiva parece ser que no se hizo. El edificio fue abandonado: varias veces se vieron civiles y saqueadores alrededor y dentro de él, pero no se pudo hacer nada. El saqueo continuó 10 días más y se produjo un segundo incendio que redujo todo lo que había quedado dentro a cenizas.
Cuando Christopher Norris pudo visitar las ruinas en agosto de 1945 todavía encontró personas acampadas, y fragmentos de terracota, mármol calcinado, bronces semielaborados y, sobre todo, enormes piezas de hormigón armado caídas de los pisos superiores, que atestiguaban la violencia del fuego. Los oficiales aliados pidieron al mando ruso que fueran examinados y recogidos esos fragmentos, y que se organizaran excavaciones entre los escombros del edificio, pero no se pudo lograr. Tras el acuerdo a principios de 1946 sobre la partición de las áreas de Berlín, las tropas rusas recogieron y seleccionaron los restos, y destruyeron lo que quedaba de la Flakturm Friedrichshain.  
A causa de los saqueos y de las circunstancias de aquellos días resulta imposible tener la certeza de que todas las piezas de arte desaparecidas quedaran realmente destruidas. 

## Lista de algunas de las 417 pinturas perdidas
| Artista                                                            | Imagen | Título | Fecha                     | Escuela   | Técnica/materiales          | Dimensiones    | Nr. de inventario |
| ------------------------------------------------------------------ | ------ | --- | ------------------------- | --------- | --------------------------- | -------------- | ----------------- |
| Andrea del Sarto (1486-1531)                                       |        | Retablo de Sarzana                                                                                        | aproximadamente 1528      | Italiana  | óleo sobre tabla            | 228 × 185 cm   | 246               |
| Domenico Beccafumi (1486-1551)                                     |        | Martirio de santa Lucía                                                                                   | aproximadamente 1520-1527 | Italiana  | óleo sobre tabla            | 57,7 × 82,5 cm | 2075              |
| Bernardo Bellotto (1721-1780)                                      |        | Plaza del mercado de Pirna                                                                                | aproximadamente 1753-1756 | Italiana  | óleo sobre lienzo           | 46 × 78 cm     | 503B              |
| Bernardo Bellotto (1721-1780)                                      |        | Puertas de la ciudad de Pirna                                                                             | aproximadamente 1720-1768 | Italiana  | óleo sobre lienzo           | 47 × 78 cm     | 503C              |
| Nicolaes Berchem (1620-1683)                                       |        | Paisaje invernal con molino de viento, caballo y puente                                                   | aproximadamente 1640-1683 | Holandesa | óleo sobre lienzo           | 48 × 69 cm     | 836               |
| Nicolaes Berchem (1620-1683)                                       |        | Parada en la fragua                                                                                       | aproximadamente 1655-1665 | Holandesa | óleo sobre lienzo           | 70 × 85 cm     | 896               |
| Ambrogio Bergognone (1481-1522)                                    |        | La Virgen y el Niño entronizados                                                                          | aproximadamente 1488-1489 | Italiana  | tabla de álamo              | 119 × 54 cm    | 51                |
| Ambrogio Bergognone (1481-1522)                                    |        | La Virgen y el Niño entronizados y dos santos                                                             | 1481-1522                 | Italiana  | tabla de álamo              | 182 × 133 cm   | 52                |
| Caravaggio (1573-1610)                                             |        | Retrato de Fillide Melandroni (Retrato de una cortesana)                                                  | aproximadamente 1597      | Italiana  | óleo sobre lienzo           | 66 × 53 cm     | 356               |
| Caravaggio (1573-1610)                                             |        | Cristo en el Monte de los Olivos                                                                          | 1605                      | Italiana  | óleo sobre lienzo           | 154 × 222 cm   | 359               |
| Caravaggio (1573-1610)                                             |        | San Mateo y el ángel                                                                                      | aproximadamente 1602      | Italiana  | óleo sobre lienzo           | 223 × 183 cm   | 365               |
| Lucas Cranach el Viejo (1472-1553)                                 |        | Retrato del cardinal Albrecht de Brandeburgo, arzobispo de Maguncia                                       | aproximadamente1520-1525  | Alemana   | tabla de madera de tilo     | 83 × 57 cm     | 559               |
| Lucas Cranach el Viejo (1472-1553)                                 |        | Virgen con el Niño y San Juan Bautista                                                                    | después del 1537          | Alemana   | tabla de madera de tilo     | 77 × 57 cm     | 559A              |
| Lucas Cranach el Viejo (1472-1553)                                 |        | Virgen con el Niño y cuatro santas                                                                        | aproximadamente 1512-1514 | Alemana   | tabla                       | 95 × 76 cm     | 1970              |
| Francesco da Ponte, llamado Francesco Bassano el Joven (1549-1592) |        | Alegoría del otoño                                                                                        | 1570                      | Italiana  | óleo sobre lienzo           | 123 × 182 cm   | 1937              |
| Francesco da Ponte, llamado Francesco Bassano el Joven (1549-1592) |        | Alegoría del aire                                                                                         | aproximadamente 1574-1576 | Italiana  | óleo sobre lienzo           | 123 × 182 cm   | 1956              |
| Sebastiano del Piombo (1485-1547)                                  |        | Judit y Holofernes                                                                                        | aproximadamente 1525      | Italiana  | óleo sobre lienzo           | 94.5 × 72 cm   | 259c              |
| Piero di Cosimo (1461-1522)                                        |        | Adoración del Niño                                                                                        | hacia 1510                | Italiana  | óleo sobre lienzo           | 132 × 147 cm   | 204               |
| Fray Bartolomeo (1472-1517)                                        |        | Asunción de la Virgen                                                                                     | aproximadamente 1507-08   | Italiana  | óleo sobre tabla de álamo   | 301 × 195 cm   | 249               |
| Caspar David Friedrich (1774–1840)                                 |        | Cementerio del monasterio bajo la nieve                                                                   | aproximadamente 1817-1819 | Alemana   | óleo sobre lienzo           | 121 × 170 cm   | A II 13           |
| Caspar David Friedrich (1774–1840)                                 |        | Aurora boreal                                                                                             | aproximadamente 1830-1835 | Alemana   | óleo sobre lienzo           | 141 × 109 cm   | A II 155          |
| Caspar David Friedrich (1774–1840)                                 |        | Región de alta montaña                                                                                    | aproximadamente 1824      | Alemana   | óleo sobre lienzo           | 131 × 167 cm   | A II 314          |
| Domenico Ghirlandaio (1449-1494)                                   |        | Virgen y Niño entronizados entre San Francisco y San Buenaventura                                         | aproximadamente 1490-1492 | Italiana  | témpera sobre tabla         | 202 × 151 cm   | nc                |
| Domenico Ghirlandaio (1449-1494)                                   |        | Virgen con el Niño en gloria entre san Juan Evangelista, san Francisco, san Jerónimo, y san Juan Bautista | aproximadamente 1496-1497 | Italiana  | témpera y óleo sobre lienzo | 181 × 179 cm   | 88                |
| Domenico Ghirlandaio (1449-1494)                                   |        | San Vicente Ferrer (parte del Retablo Tornabuoni)                                                         | hacia 1494                | Italiana  | témpera sobre tabla         | 221 × 56 cm    | nc                |
| Domenico Ghirlandaio (1449-1494)                                   |        | San Antonino Pierozzi (parte del Retablo Tornabuoni)                                                      | hacia 1494                | Italiana  | témpera sobre tabla         | 221 × 56 cm    | nc                |
| Francisco de Goya (1746-1828)                                      |        | Retrato de un monje                                                                                       | aproximadamente 1810-1815 | Española  | óleo sobre lienzo           | 82 × 68 cm     | 1619 B            |
| Abraham Janssens (ca.1575-1632)                                    |        | Vertumno y Pomona                                                                                         | aproximadamente 1615-1617 | Flamenca  | óleo sobre tabla            | 124 × 93 cm    | 775               |
| Abraham Janssens (ca.1575-1632)                                    |        | Meleagro y Atalanta                                                                                       | 1575-1632                 | Flamenca  | óleo sobre tabla            | 118 × 93 cm    | 777               |
| Jacob Jordaens (1593-1678)                                         |        | Como canta el viejo gallo                                                                                 | aproximadamente 1658      | Holandesa | óleo sobre lienzo           | 163 × 235 cm   | 879               |
| Jacob Jordaens (1593-1678)                                         |        | Retrato de Adam van Noort                                                                                 | aproximadamente 1640      | Holandesa | óleo sobre lienzo           | 75 × 56 cm     | 1703              |
| Jacob Jordaens (1593-1678)                                         |        | Visión de san Bruno                                                                                       | aproximadamente 1660      | Holandesa | óleo sobre lienzo           | 75 × 54 cm     | 2045              |
| Willem Kalf (1619-1693)                                            |        | Bodegón con una copa en forma de vaso                                                                     | aproximadamente 1661      | Holandesa | óleo sobre lienzo           | 65 × 54 cm     | 948 G             |
| Willem Kalf (1619-1693)                                            |        | Bodegón con copa de oro                                                                                   | aproximadamente 1640-1660 | Holandesa | óleo sobre lienzo           | 67.5 × 82.5 cm | 948 J             |
| Filippino Lippi (1457-1504)                                        |        | Crucifixión entre María y san Francisco                                                                   | aproximadamente 1500      | Italiana  | óleo (?) y oro sobre tabla  | 186 × 179 cm   | nc                |
| Bartolomé Esteban Murillo (1617-1682)                              |        | Adoración de los pastores                                                                                 | aproximadamente 1655      | Española  | óleo sobre lienzo           | 170 × 196 cm   | 414               |
| Bartolomé Esteban Murillo (1617-1682)                              |        | Santa Antonio de Padua con el Niño                                                                        | aproximadamente 1675      | Española  | óleo sobre lienzo           | 165 × 200 cm   | 414b              |
| Peter Paul Rubens (1577-1640)                                      |        | La conversión de santo Pablo                                                                              | aproximadamente 1616-1617 | Flamenca  | óleo sobre lienzo           | 261 × 371 cm   | 762 B             |
| Peter Paul Rubens (1577-1640)                                      |        | Diana y ninfas en el baño sorprendidas por sátiros                                                        | aproximadamente 1635-38   | Flamenca  | óleo sobre lienzo           | 190 × 249 cm   | 762 C             |
| Peter Paul Rubens (1577-1640)                                      |        | Venus y Adonis                                                                                            | aproximadamente 1610-1611 | Flamenca  | óleo sobre lienzo           | 112.5 × 96 cm  | 763 B             |
| Peter Paul Rubens (1577-1640)                                      |        | Neptuno y Anfitrite                                                                                       | aproximadamente 1615      | Flamenca  | óleo sobre lienzo           | 230 × 305 cm   | 776 A             |
| Luca Signorelli (1445-1523)                                        |        | Educación de Pan                                                                                          | aproximadamente 1490      | Italiana  | témpera sobre lienzo        | 194 × 257 cm   | nc                |
| Anton van Dyck (1599-1641)                                         |        | Cristo coronado de espinas                                                                                | aproximadamente 1618-1620 | Flamenca  | óleo sobre lienzo           | 262 × 214 cm   | 770               |
| Anton van Dyck (1599-1641)                                         |        | La Piedad (o Lamentación sobre Cristo muerto)                                                             | aproximadamente1629-1630  | Flamenca  | óleo sobre lienzo           | 220 × 166 cm   | 778               |
| Anton van Dyck (1599-1641)                                         |        | Ninfas sorprendidas por sátiros                                                                           | aproximadamente 1618-1619 | Flamenca  | óleo sobre lienzo           | 81 × 94 cm     | 782 A             |
| Anton van Dyck (1599-1641)                                         |        | San Juan Bautista y san Juan Evangelista                                                                  | aproximadamente 1617      | Flamenca  | óleo sobre lienzo           | 261 × 212 cm   | 799               |
| Anton van Dyck (1599-1641)                                         |        | Botín de caza                                                                                             | aproximadamente 1626-1632 | Flamenca  | óleo sobre tabla            | 45 × 59 cm     | 1829              |
| Melozzo da Forlì (1438-1494)                                       |        | La Dialéctica                                                                                             | aproximadamente 1480      | Holandesa | óleo sobre tabla de álamo   | 150 × 110 cm   | 54                |
| Melozzo da Forlì (1438-1494)                                       |        | La Astronomía                                                                                             | aproximadamente 1480      | Holandesa | óleo sobre tabla de álamo   | 150 × 110 cm   | 54 A              |
| Lorenzo Veneciano (1356-1372)                                      |        | San Marco                                                                                                 | aproximadamente 1369-1370 | Italiana  | témpera sobre tabla         | 74 × 27 cm     | 1350              |
| Lorenzo Veneciano (1356-1372)                                      |        | San Juan Bautista                                                                                         | aproximadamente 1369-1370 | Italiana  | témpera sobre tabla         | 74 × 27 cm     | 1650              |
| Lorenzo Veneciano (1356-1372)                                      |        | San Bernardo                                                                                              | aproximadamente 1369-1370 | Italiana  | témpera sobre tabla         | 72.5 × 28.5 cm | 1650a             |
| Lorenzo Veneciano (1356-1372)                                      |        | San Jerónimo                                                                                              | aproximadamente 1369-1370 | Italiana  | témpera sobre tabla         | 72.5 × 28.5 cm | 1650b             |
| Paolo Veronese (1528-1588)                                         |        | Apolo y Juno                                                                                              | aproximadamente 1580      | Italiana  | óleo sobre lienzo           | 147 × 136 cm   | 311               |
| Paolo Veronese (1528-1588)                                         |        | Saturno ayuda a la religión a vencer a la herejía                                                         | aproximadamente 1580      | Italiana  | óleo sobre lienzo           | 144 × 242 cm   | 304               |